# Max und Moritz Reloaded
Max und Moritz Reloaded ist eine deutsche Filmkomödie, die frei nach der Bildergeschichte Max und Moritz von Wilhelm Busch, 2005 in die deutschen Kinos kam. Der Film enthält einige Zeichentrick-Sequenzen und Musical-Einlagen. Außerdem zeichnet er sich durch derben politisch unkorrekten Humor aus. Max und Moritz Reloaded war der letzte Film, den der 2007 verstorbene Laurens Straub produziert hat.

## Handlung
Weil die beiden kriminellen und schwer erziehbaren minderjährigen Max und Moritz Reischke mit einem gestohlenen Auto und der ebenfalls minderjährigen Tochter eines Hamburger Senators auf der Rückbank einen Unfall bauen, ist für die Stadt Hamburg das Maß voll. So beschließt das Hamburger Jugendamt, sie in ein Thüringer Bootcamp zu verbannen, das von zwei homosexuellen ehemaligen NVA-Offizieren geleitet wird, was ihre gutmütige und um die beiden Brüder bemühte Sozialarbeiterin Paula Winter allerdings bedauert, während es der Mutter der beiden Rabauken gleichgültig ist. Diese vertreibt sich ihre Zeit lieber mit Alkohol, Sex und Singen.
Im paramilitärischen Bootcamp versuchen die beiden singenden und züchtigenden Leiter Axel Schultz und Henry Maschke die schwer erziehbaren Insassen mit ihren kommunistischen Erziehungsmaßnahmen wieder zu korrigieren. Doch an den scheinbar unerziehbaren Brüdern Max und Moritz beißen sie sich die Zähne aus. Erst als die beiden Jugendlichen den Ferrari des Zuhälters Mörder-Hanne klauen, der einen örtlichen Puff betreibt, geht es den Jungs an den Kragen und sie werden für ihre Tat bestraft. Der Lude foltert die beiden und verhängt Thüringen-Verbot über sie. Sozialarbeiterin Paula und die Mutter beschließen aufgrund eines Anrufes nach den beiden zu sehen. Die Mutter verbringt die Nacht mit den beiden Campleitern, die beiden Jungen vergehen sich an der schlafenden Paula. Am nächsten Tag exekutieren die beiden Jungen den Zuhälter Mörder-Hanne, werden danach aber auf ihren Fahrrädern von einem durchreisenden bayrischen Paar mit Wohnmobil, das sich am Vorbeikommen gehindert fühlt, auf offener Straße erschossen.
Paula und die Mutter bleiben in der Anstalt und führen diese gemeinsam mit Axel und Henry fort. Am Ende stellt sich heraus, dass Paula von einem der verstorbenen Jungen Zwillinge bekommen hat.

## Kritiken
„Überhaupt erstaunt die Schlüssigkeit, mit der Regisseur Thomas Frydetzki und Hauptautor Eckhard Theophil irgendwie alles hineingeballert haben, was einen an Deutschland seit 1989 so richtig ankotzt: stammhirngepiercte Jugendliche, Ostalgie, jammerige Rockmusik, Privatfernsehmüll, Rechte, Linke, einheimische Kino-Komödien. Die kathartische Wirkung von RELOADED ist so stark, dass man sich nach den 87 Minuten nur verwundert die Augen reibt. So ein unbeschreiblicher Mist! Was in diesem Fall durchaus als Kompliment zu verstehen ist.“

„Alles ist zu heftig, zu übertrieben, zu viel. Munter wird der Wahnsinn von Szene zu Szene hochgerechnet. Jetzt darf der Humor nicht die Geduld verlieren. Jetzt gehört das persönliche Zartgefühl unterdrückt. Denn jetzt soll die Wirklichkeit übertroffen werden. Es empfiehlt sich, von Anbeginn mit einer höchst seltsamen Satire zu rechnen. Dies ist kein Musikfilm, dazu gibt es zu viele schräge Töne. Kein Kostümfilm, abgesehen von dem gestohlenen Pelz. Kein Märchen, denn es gibt kein Happy End. Kein Charakterfilm, denn mit den beiden Musikern Toni Krahl (City) und Sebastian Krumbiegel (Die Prinzen) wurden keine Schauspieler für die Hauptrollen besetzt. Dieser Film ist ein Lebend-Comic, der ab und zu von Zeichentrick-Sequenzen unterbrochen wird – dies ist als Stilmittel eindeutig gelungen.“

„Als Satire möchten die Macher ihr Kunstwerk verstanden wissen, scheinen dabei aber nicht zu wissen, dass sexuelle Handlungen Minderjähriger (auch mit Erwachsenen), eine Aneinanderreihung gewalttätiger Sequenzen und schlecht gemachte Schwulenwitze auch im Zusammenwirken keine Satire ausmachen. Sie erzeugen eher Ablehnung beim Publikum. Das Augenzwinkern einer Satire fehlt komplett. [...] In „Max und Moritz Reloaded“ wird jegliche filmische Botschaft oder Aussage durch stumpfe Gewalt oder platte Witze ersetzt.“

Am 8. September 2017 wurde der Film im Rahmen der Tele-5-Reihe Die schlechtesten Filme aller Zeiten gezeigt. Auf die Frage, welches Publikum Max und Moritz Reloaded anspreche, mutmaßte Oliver Kalkofe, Menschen, welche diesen „selbstzweckhaften Trash-Bastelunfall“ mögen, seien dieselben, welche Standup-Comedians mögen, die sich „tief beeindruckt von ihrem selbsterklärten komischen Grenzgängertum, an der eigenen Gag-Härte berauschen, und bei jeder, mit Anlauf politisch unkorrekten Protz-Provo-Pointe, die sie für ihr passend limitiertes ‚Buohohoho, ist das wieder hart‘-Publikum herausstammeln, für verfluchte Comedy-Outlaws halten.“